# Rocco Buttiglione
Rocco Buttiglione (Gallipoli, 6 giugno 1948) è un politico e saggista italiano.
Fratello della giornalista Angela Buttiglione, è stato segretario del PPI e del CDU, presidente dell'UDR e dell'UdC. È stato ministro per due volte, parlamentare europeo e consigliere comunale a Torino.
Nella XVI Legislatura (2008-2013) ha ricoperto l'incarico di vicepresidente della Camera dei Deputati; nel 2018 si è ritirato dalla politica, non ricandidandosi alle elezioni.
Vive a Roma e insegna Filosofia e Storia delle Istituzioni Europee presso la Pontificia Università Lateranense.

## Gli studi e l'esperienza universitaria
Trasferitosi a Torino con la famiglia, vi ha frequentato il liceo ginnasio Massimo D'Azeglio e ha iniziato giurisprudenza all'Università degli Studi, laureandosi alla Sapienza - Università di Roma, allievo del politologo Augusto Del Noce. Ha insegnato filosofia della politica presso l'Università degli Studi di Teramo e la Libera Università degli Studi San Pio V di Roma. Nel 1986 fondò con Josef Seifert la International Academy for Philosophy in the Principality of Liechtenstein, in cui fino al 1994 insegnò filosofia, etica sociale, economia e politica e di cui fu prorettore; oggi è membro del Senato accademico. Dal 19 gennaio 1994 è membro della Pontificia Accademia delle Scienze Sociali.
Nel maggio dello stesso anno ha ricevuto una laurea honoris causa in filosofia all'Università Cattolica Giovanni Paolo II di Lublino. Ha fatto parte del comitato scientifico della collana "Temi di diritto europeo" edita da Il Mulino e del comitato scientifico della Fondazione Augusto Del Noce. È membro del comitato scientifico della Fondazione Giovanni Paolo II per il magistero sociale della Chiesa.

## Carriera politica

### Dalla DC al PPI: segretario del Partito Popolare Italiano
Nel 1993 il segretario della Democrazia Cristiana, Mino Martinazzoli, lo chiamò per dare il suo contributo a una commissione che aveva il compito di definire le linee politiche e morali dei cattolici. Poco dopo Buttiglione fece parte del nuovo Partito Popolare Italiano, con cui venne eletto deputato nel 1994. Nel luglio dello stesso anno al congresso del partito si candida alla segreteria contro l'ala sinistra del partito rappresentata prima da Giovanni Bianchi poi da Nicola Mancino, prevalendo su quest'ultimo e divenendo segretario del partito. In tale veste contribuisce, insieme al segretario del PDS Massimo D'Alema e al leader della Lega Nord Umberto Bossi, alla formazione, agli inizi del 1995, del Governo Dini a seguito della crisi politica determinatasi per effetto del contrasto tra Bossi e Silvio Berlusconi e delle conseguenti dimissioni del suo governo.

### Dal PPI al CDU
Nella primavera del 1995, in seguito alla discesa in campo di Romano Prodi alla guida della coalizione di centrosinistra L'Ulivo, Buttiglione, reagendo all'iniziativa assunta autonomamente da alcuni maggiorenti del partito a sostegno della candidatura di Prodi, accelera la svolta verso il centrodestra del PPI e conclude in prima persona un accordo politico-elettorale con Silvio Berlusconi in occasione delle elezioni regionali e amministrative dello stesso anno. La decisione del segretario provoca immediate forti tensioni all'interno del PPI tra la corrente di sinistra, uscita sconfitta al precedente Congresso e favorevole ad un'alleanza con L'Ulivo di Prodi e quella capeggiata dallo stesso Buttiglione, orientata invece all'accordo con il Polo per le Libertà di Silvio Berlusconi.
Al successivo Consiglio Nazionale la mozione di centro-destra venne messa in minoranza per tre voti. Il Consiglio Nazionale elesse contestualmente segretario del PPI Bianco, ma Rocco Buttiglione impugnò la decisione del Consiglio Nazionale davanti al Tribunale Civile di Roma, sostenendo che per essere rimosso dalla carica di segretario e sostituito con uno nuovo sarebbe occorsa l'indizione di un nuovo Congresso Nazionale e non la semplice votazione del Consiglio Nazionale. Il Tribunale diede ragione a Buttiglione, riconfermandolo segretario del PPI e attribuendogli la sede nazionale di Piazza del Gesù col simbolo dello scudo crociato, mentre la formazione di Bianco, assunto il nome di "Popolari Italiani", si alleò con Prodi e usò come simbolo un gonfalone.
Il contenzioso tra le due componenti popolari fu tacitato grazie a una mediazione politica avvenuta a Cannes con i buoni uffici del presidente del PPE Martens: a Rocco Buttiglione spettò il simbolo con lo scudo crociato, che fu adottato dalla nuova formazione politica dei Cristiani Democratici Uniti mentre alla compagine di Gerardo Bianco, che dovette rinunciare al simbolo, rimase il nome di Partito Popolare Italiano.
Rocco Buttiglione proseguì pertanto la sua esperienza politica come segretario del CDU, che alle elezioni politiche del 1996 formò liste uniche con il CCD di Casini, facendo eleggere Buttiglione alla Camera.

### L'esperienza dell'UDR
Dopo due anni di opposizione al governo Prodi I, condotta insieme alle altre forze del centrodestra, nel 1998 il CDU di Rocco Buttiglione partecipa al progetto di Francesco Cossiga e Clemente Mastella per la nascita dell'Unione Democratica per la Repubblica (UDR) come terzo polo di centro, alternativo al centrodestra e al centrosinistra.. Nella nuova formazione Buttiglione assume l'incarico di presidente del Consiglio nazionale, mentre la segreteria viene attribuita a Mastella.
Nello stesso anno l'UDR, dopo la caduta del primo governo Prodi, accorda la fiducia al primo governo D'Alema, nel quale ottiene tre ministeri. Il 10 marzo 1999 però Buttiglione abbandona l'UDR in polemica con la leadership di Clemente Mastella e torna alla guida del CDU, con il quale viene eletto al Parlamento europeo nelle elezioni europee del 1999 nelle quali il suo partito ottiene il 2,1% dei voti.
A luglio del 1999 il CDU fuoriesce anche dalla maggioranza di governo, che non accetta di far proprio il progetto sulla parità scolastica proposto da Buttiglione.

### Parlamentare europeo nel PPE
Buttiglione esercita il suo mandato al Parlamento europeo dal 20 luglio 1999 al 10 giugno 2001, quando si dimette in concomitanza con le elezioni politiche nazionali. Aderisce al gruppo parlamentare del Partito popolare europeo e lavora in diverse commissioni e delegazioni. La sua attività si esplica attraverso la presentazione di alcune interrogazioni e proposte di risoluzione e interventi in aula. Tra le principali una proposta di risoluzione contro la concessione di un brevetto sulla clonazione umana all'Università di Edimburgo e un intervento in aula sull'immigrazione e l'identità europea.

### L'UDC
Alle elezioni politiche del 2001 Buttiglione è rieletto alla Camera dei Deputati nella coalizione della Casa delle Libertà nel collegio uninominale Milano 10 (circoscrizione Lombardia 1).
Il 6 dicembre 2002, dalla fusione dei tre partiti CCD, CDU e Democrazia Europea nasce l'Unione dei Democratici Cristiani e Democratici di Centro (UDC), partito del quale è nominato presidente, carica confermatagli nel congresso del 2005 e che conserverà sino al congresso del 2014, al termine del quale gli succederà Gianpiero D'Alia.
Buttiglione ha ricoperto l'incarico di Ministro per le politiche comunitarie nel Governo Berlusconi II e di Ministro dei beni e delle attività culturali nel Governo Berlusconi III.

### La mancata nomina a Commissario europeo
Nel 2004, José Barroso lo incluse nella sua lista di nomine per la Commissione Barroso I, su indicazione del Governo Berlusconi II, come commissario per la giustizia, libertà e sicurezza. La nomina fu respinta dal Parlamento europeo per le posizioni di Buttiglione sull'omosessualità e il ruolo della donna:
Nella prima delle audizioni preliminari avanti la Commissione per le libertà civili, la Giustizia e gli Affari interni del Parlamento europeo l'europarlamentare olandese Kathalijne Buitenweg (Sinistra Verde) lo accusò di sostenere posizioni opposte a quelle della Commissione europea, sostenendo che aver definito in una conferenza teologica l'omosessualità come "indice di disordine morale" equivaleva a discriminarla come peccato.
Buttiglione si appellò alla distinzione tra legge e morale affermando che qualunque individuo poteva ritenere lui un "peccatore", e viceversa, purché il giudizio etico non avesse effetti legali né minasse i rapporti tra gli individui in quanto cittadini. Buttiglione dichiarò successivamente di considerare l'omosessualità un indice di disordine morale, pur dichiarandosi contrario a ogni discriminazione e dichiarò anche di non poter agire contro la propria coscienza per ragioni di convenienza politica.
Dopo aver appreso la sua posizione, la commissione si espresse a maggioranza contro la sua nomina. Nei giorni successivi ad un convegno a Saint-Vincent Buttiglione dichiarò inoltre:
Anche alcuni colleghi del Partito Popolare Europeo iniziarono a ritirare il loro sostegno (quando non lo osteggiarono apertamente) tanto che c'era chi temeva per l'esito del voto di fiducia alla commissione Barroso. Tuttavia la candidatura di Buttiglione fu difesa dal Presidente José Barroso e dal Partito Popolare Europeo nel suo insieme.
Benché il parere della commissione parlamentare non fosse vincolante, il caso politico avrebbe indebolito la Commissione Barroso. Il parlamento europeo non poteva infatti sfiduciare il singolo commissario e vi era il rischio che rifiutasse l'intera commissione. Così il Governo Berlusconi II il 30 ottobre 2004 decise di ritirarne la candidatura, proponendo al suo posto Franco Frattini. In un'intervista a Massimo Giannini sul quotidiano la Repubblica, il Presidente del Senato Marcello Pera difese Buttiglione, accusando la commissione parlamentare di pregiudizio anti-cristiano e anti-italiano.

### Senatore UDC (2006-08)
Alle elezioni politiche del 2006 è stato eletto senatore per le liste dell'UDC nella regione Lombardia. Il 15 gennaio 2008,ospite a Primo Piano su Rai 3, si dichiara a favore dell'incompatibilità con l'assunzione della carica di direzione del CNR per i 67 docenti che avevano espresso il loro dissenso verso il proprio Rettore nell'invitare papa Benedetto XVI all'inaugurazione dell'anno accademico dell'Università La Sapienza di Roma.

#### Consigliere comunale a Torino (2006-08)
A maggio 2006 è stato candidato della Casa delle Libertà a sindaco di Torino, in alternativa al primo cittadino uscente Sergio Chiamparino dei DS: Buttiglione ha ottenuto 136.134 voti con una percentuale del 29,4%, contro il 66,6% di preferenze per Chiamparino, risultando così sconfitto al primo turno. Buttiglione ha ottenuto la carica di consigliere comunale, che ha esercitato presenziando in consiglio dal giugno 2006 al dicembre 2007. Il 27 febbraio 2008 si è dimesso dalla carica.

### Ritorno alla Camera e addio al Parlamento
Rieletto con l'UdC alle elezioni politiche del 2008, il 6 maggio 2008 diviene vicepresidente della Camera dei deputati. Il 15 luglio 2009 è il primo firmatario della mozione (poi approvata dalla Camera) che impegna il Governo italiano a promuovere la stesura e l'approvazione di una risoluzione delle Nazioni Unite che condanni l'uso dell'aborto come strumento di controllo demografico ed affermi il diritto di ogni donna a non essere costretta ad abortire.
Alle politiche del 2013 viene rieletto alla Camera nella circoscrizione Campania per l'UdC, alleata per l'occasione con la Scelta Civica con Monti per l'Italia, coagulatasi intorno al Presidente del Consiglio in carica Mario Monti, che era stato riproposto come candidato presidente anche dall'UdC.
A seguito dello scioglimento dell'alleanza politica tra UdC e Scelta Civica - sancito a novembre del 2013 dai membri di Scelta Civica più vicini a Monti - Buttiglione, insieme agli altri eletti dell'UdC, aderisce al gruppo parlamentare Per l'Italia e insieme a Pier Ferdinando Casini, a febbraio del 2014, riallaccia i rapporti con il centrodestra.
I successivi sviluppi politici portano Buttiglione ad aderire a dicembre del 2014 al neonato gruppo parlamentare di Area Popolare, che riunisce sia alla Camera che al Senato i rappresentanti dell'UdC e dell'NCD e di cui è vicecapogruppo vicario alla Camera.
Dopo l'uscita dell'UdC da Area Popolare, i deputati dell'Unione di Centro aderiscono al Gruppo misto e costituiscono la componente UDC-IDEA, in rappresentanza della quale Buttiglione è nominato vicepresidente del Gruppo misto.
Dopo 24 anni di presenza ininterrotta in Parlamento, non si ricandida alle elezioni politiche del 2018, lasciando la politica e tornando all'attività accademica; assume successivamente la direzione della Cattedra di filosofia presso la Pontificia Università Lateranense nella Città del Vaticano.

## Opere
- Avvenimento cristiano e fenomeno rivoluzionario. Lezioni sul marxismo. Testi del seminario condotto presso l'Universita Cattolica di Milano, 22-25 febbraio 1972, Milano, Comunione e liberazione, 1972.
- I cattolici e la crisi della società italiana, con Augusto Del Noce, s.l., s.n., 1977.
- Dialettica e nostalgia, Milano, Jaca Book, 1978.
- La crisi dell'economia marxista. Gli inizi della Scuola di Francoforte, Roma, Studium, 1979.
- Il pensiero di Karol Wojtyla, Milano, Jaca Book, 1982.
- L'uomo e il lavoro. Riflessioni sull'enciclica "Laborem Exercens", Bologna, CSEO biblioteca, 1982.
- Metafisica della conoscenza e politica in S. Tommaso d'Aquino, Bologna, CSEO, 1985.
- Nuova evangelizzazione e dottrina sociale, Milano, Scuola di dottrina sociale, 1988.
- Cattolici e politica, con Augusto Del Noce, Milano, Scuola di dottrina sociale, 1988.
- La famiglia, un soggetto di azione sociale, testo di una lezione tenuta il 7 maggio 1987, in Luigi Giussani, Luigi Negri, Rocco Buttiglione, La famiglia, Milano, Quaderni di Litterae Communionis, n.3 1988
- Traduzione italiana e saggio introduttivo a Josef Seifert: Essere e persona, Milano, Vita e Pensiero, 1989
- Augusto Del Noce. Biografia di un pensiero, Casale Monferrato, Piemme, 1991. ISBN 88-384-1582-X
- La crisi della morale, Roma, Dino, 1991.
- L'uomo e la famiglia, Roma, Dino, 1991.
- Il problema politico dei cattolici. Dottrina sociale e modernità, Casale Monferrato, Piemme, 1993. ISBN 88-384-1979-5
- Giustizia e politica tra prima e seconda Repubblica, con Mario Luzi, Formello, SEAM, 1998. ISBN 88-8179-076-9
- Il pensiero dell'uomo che divenne Giovanni Paolo II, Milano, Mondadori, 1998. ISBN 88-04-45382-6
- Meridione. La grande occasione, a cura di e con Giuseppe Nistico e Antonio Marzano, Soveria Mannelli, Rubbettino, 2001. ISBN 88-498-0132-7
- I cattolici liberali nell'attuale contesto politico, Soveria Mannelli, Rubbettino, 2007. ISBN 978-88-4982-018-8
- Lo stato della democrazia nel mondo, con Gianfranco Fini e Carlo Galli, Roma, Armando, 2011. ISBN 97888-6081-812-6
- La sfida. Far politica al tempo della crisi, Soveria Mannelli, Rubbettino, 2012. EAN 9788849833720
- Sulla verità soggettiva. Esiste un'alternativa al dogmatismo e allo scetticismo?, Soveria Mannelli, Rubbettino, 2015. ISBN 9788849842104
- Risposte (amichevoli) ai critici di Amoris Laetitia, Milano, Ares, 2017. ISBN 978-88-8155-746-2